# 一缩二丙二醇单甲醚
一缩二丙二醇单甲醚（英語：Di(propylene glycol) methyl ether）是一种具有多种工业和商业用途的有机溶剂。  它可作为挥发性较小的溶剂替代丙二醇甲醚和其他乙二醇醚。商用一缩二丙二醇甲醚通常是四种异构体的混合物。